# Urreligion
Urreligion (în limba germană, cu sensul "religie primară", "proto-religie" sau "religie primitivă") este o noțiune de "formă originală" sau "cea mai veche" formă de tradiție religioasă. Termenul contrastează cu religia organizată, cum ar fi teocrațiile culturilor urbane timpurii ale anticului Orient sau religiile lumii curente. Termenul originează în romantismul german. În Oeconomische Encyclopädie de Johann Georg Krünitz (1773–1858) definește ca fiind:
"cea mai veche religie naturală a omenirii, în special, religia lui Adam și a Evei, care potrivit dogmatiștilor se presupune că ar fi fost revelată"
Noțiunea de religie primară monoteistă a fost înaintată de Friedrich Creuzer (1810) și preluată de alți autori ai perioadei Romantice, printre care și Johann Jakob Bachofen, dar ferm respinsă de Johann Heinrich Voss. Goethe într-o conversație cu Eckermann pe 11 martie 1832 discută Urreligion umană, ce o caracterizează ca fiind "natura pură și rațiune (pură), de origine divină". Scena finală din Faust partea a doua a fost socotită ca evocând "Urreligon a omenirii".
Deseori folosit în sensul de "religie naturală" sau religie indigenă, comportamentul religios al societăților tribale pre-moderne cum ar fi Șamanismul, animismul sau venerarea strămoșilor (ex. Mitologia aborigenă australiană ), termenul a fost de asemeni folosit de aderenții diferitelor religii pentru a sprijinii afirmația că religia lor este cumva "primară" sau "mai veche" decât alte tradiții concurente. În contextul unei credințe religioase date, credința literală într-un mit al creației poate fi baza afirmației de "primară" în contextul creaționismului. (ex. Literalismul Biblic, sau credința literală în hindusele puranas).
În special, "Urmonotheismus" este afirmația istorică despre religia primară ca fiind monoteistă. Ipoteza a fost emisă la sfârșitul secolului al 20-lea și este acum în mare discreditată, deși încă apărată în unele cercuri apologetice creștine 
În misticismul german al secolul al 19-lea, existau afirmații că Runele Germane poartă mărturia unei religii primare.  Printre unele mișcări religioase noi mai recente ce susțin că restaurează religia primară se numără și Godianismul și Umbanda
În contextul unei religii organizate, în special monoteismul, afirmații de genul "cea mai veche religie" pot fi mai mult atașate de o afirmație de datare pozitivă a unei figuri fondatoare decât de o noțiune de "primară" absolută. Astfel, Vyasa, "disidentul Vedelor" este datat la îndepărtata Dvapara Yuga în Hinduismul Pauranic. Rishabha este datat de asemeni la perioade îndepărtate în Jainism. Zarathustra este datat până la 6000 de ani înainte de Platon în unele surse clasice, sau Avraam este datat la circa 1800 Î.Hr. în tradiția evreiască după Maimonide.